# برین مورده
برین مورده (انگلیسی: Berit Mørdre؛ ۱۶ آوریل ۱۹۴۰ – ۲۳ اوت ۲۰۱۶) اسکی‌باز صحرانوردی اهل نروژ بود.
وی در مسابقات کشوری و بین‌المللی در مجموع برندهٔ ۱ مدال طلا، ۲ مدال نقره، ۱ مدال برنز شده‌است.